# Fancy (bài hát của Iggy Azalea)
"Fancy" là một bài hát của rapper người Úc Iggy Azalea trích từ album phòng thu đầu tay của cô, The New Classic (2014). Bài hát có sự góp giọng của ca sĩ - nhạc sĩ người Anh Charli XCX và được phát hành vào ngày 17 tháng 2 năm 2014 bởi Island Records như là đĩa đơn thứ tư của album. Đây là một bản Electro-hop, được viết bởi Azalea, XCX và đội sản xuất the Invisible Men, cũng là những người sản xuất bài hát, bên cạnh Arcade. Nó đã bị rò rỉ trên mạng dưới tiêu đề "Leave It" trong tháng 12 năm 2013. Theo 1 nguồn tin nổi tiếng, Fancy được sáng tác bởi Nicki Minaj nhưng bị loại ra khỏi album The Pinkprint cùng với "Wamables".
Đây là bài hát thành công nhất của Azalea từ trước đến nay, khi đạt ngôi quán quân trên bảng xếp hạng Billboard Hot 100, trở thành đĩa đơn quán quân đầu tiên của cô lẫn Charli XCX, và giữ vị trí này trong 7 tuần liên tiếp. Nó cũng đã đứng đầu các bảng xếp hạng ở Canada và New Zealand cũng như đạt được nhiều thành công trên các bảng xếp hạng trên toàn thế giới, bao gồm nằm trong top 10 của một số quốc gia như Úc và Vương quốc Anh. Đây là hit top 10 thứ hai của Charli XCX sau thành công với màn góp giọng trong "I Love It" năm 2013. "Fancy" cũng đoạt được danh hiệu "Bài hát của mùa hè 2014" của Billboard.
Video ca nhạc của "Fancy" được đạo diễn bởi Director X và phát hành vào tháng 3 năm 2014, trong đó lấy cảm hứng từ bộ phim hài năm 1995 Clueless. Video đã nhận được 4 đề cử cho các hạng mục tại giải thưởng MTV Video Music Awards, nhưng nó đã không giành chiến thắng bất kỳ giải nào. Iggy và XCX đã cùng nhau biểu diễn "Fancy" rất nhiều lần, tiêu biểu có chương trình Good Morning America, giải thưởng Billboard Music Awards và American Music Awards năm 2014. "Fancy" cũng được cover bởi rất nhiều nghệ sĩ, như: Anna Kendrick, Da Brat và Lil' Kim...

## Danh sách track
- Tải kĩ thuật số[4]

1. "Fancy (hợp tác với Charli XCX)" – 3:14

- Remixes EP[5]

1. "Fancy" (hợp tác với Charli XCX) [Riddim Commission Remix] – 4:43
2. "Fancy" (hợp tác với Charli XCX) [Massappeals Remix] – 3:42
3. "Fancy" (hợp tác với Charli XCX) [Dabin & Apashe Remix] – 3:55
4. "Fancy" (hợp tác với Charli XCX) [Không lời] – 3:24

- Remix Single[6]

1. "Fancy" (hợp tác với Charli XCX) [Yellow Claw Remix] – 3:36

## Xếp hạng
| Bảng xếp hạng (2014)                            | Vị trí cao nhất |
| ----------------------------------------------- | --------------- |
| Úc (ARIA)                                       | 5               |
| Australian Urban (ARIA)                         | 1               |
| Áo (Ö3 Austria Top 40)                          | 49              |
| Bỉ (Ultratip Flanders)                          | 9               |
| Bỉ (Ultratip Wallonia)                          | 3               |
| Belgium Urban (Ultratop)                        | 10              |
| Canada (Canadian Hot 100)                       | 1               |
| Cộng hòa Séc (Rádio Top 100)                    | 61              |
| Đan Mạch (Tracklisten)                          | 36              |
| Pháp (SNEP)                                     | 34              |
| Trường songid là BẮT BUỘC CHO BẢNG XẾP HẠNG ĐỨC | 51              |
| Germany (Deutsche Black Charts)                 | 10              |
| Ireland (IRMA)                                  | 12              |
| Israel (Media Forest)                           | 14              |
| Nhật Bản (Japan Hot 100)                        | 94              |
| Hà Lan (Single Top 100)                         | 29              |
| New Zealand (Recorded Music NZ)                 | 1               |
| Scotland (OCC)                                  | 5               |
| Slovakia (Rádio Top 100)                        | 48              |
| Thụy Điển (Sverigetopplistan)                   | 23              |
| Thụy Sĩ (Schweizer Hitparade)                   | 59              |
| Anh Quốc (OCC)                                  | 5               |
| Anh Quốc R&B (OCC)                              | 1               |
| Hoa Kỳ Billboard Hot 100                        | 1               |
| Hoa Kỳ Adult Pop Airplay (Billboard)            | 21              |
| Hoa Kỳ Dance Club Songs (Billboard)             | 1               |
| Hoa Kỳ Hot R&B/Hip-Hop Songs (Billboard)        | 1               |
| Hoa Kỳ Hot Rap Songs (Billboard)                | 1               |
| Hoa Kỳ Pop Airplay (Billboard)                  | 1               |

## Chứng nhận
| Quốc gia                                                                           | Chứng nhận  | Số đơn vị/doanh số chứng nhận |
| ---------------------------------------------------------------------------------- | ----------- | ----------------------------- |
| Úc (ARIA)                                                                          | 3× Bạch kim | 210.000^                      |
| Đan Mạch (IFPI Đan Mạch)                                                           | Bạch kim    | 30.000^                       |
| New Zealand (RMNZ)                                                                 | Bạch kim    | 15.000*                       |
| Thụy Điển (GLF)                                                                    | Bạch kim    | 20.000‡                       |
| Anh Quốc (BPI)                                                                     | Vàng        | 400.000‡                      |
| Hoa Kỳ (RIAA)                                                                      | 4× Bạch kim | 4.000.000‡                    |
| * Chứng nhận dựa theo doanh số tiêu thụ. ^ Chứng nhận dựa theo doanh số nhập hàng. |             |                               |

## Lịch sử phát hành
| Nước           | Ngày                | Định dạng                | Nhãn               |
| -------------- | ------------------- | ------------------------ | ------------------ |
| Vương quốc Anh | 17 tháng 2 năm 2014 | Radio urban đương đại    | Virgin EMI Records |
| Mỹ             | 3 tháng 3 năm 2014  | Tải kĩ thuật số          | Island Records     |
| Mỹ             | 11 tháng 3 năm 2014 | Radio rhythmic đương đại | Island Records     |
| Úc             | 7 tháng 3 năm 2014  | Tải kĩ thuật số          | Universal Music    |
| Ý              | 6 tháng 4 năm 2014  | Tải kĩ thuật số          | Universal Music    |
| Ý              | 2 tháng 2014        | Hit radio đương đại      | Universal Music    |